# Deksznia
Deksznia (lit. Degsnės) – wieś na Litwie, w okręgu olickim, w rejonie orańskim, w gminie Olkieniki. Leży nad rzeką Szpenglą około 4 km od ujścia do Mereczanki. W XIX w. kolonia żydów położona w powiecie trockim z 16 domami i 360 mieszkańcami (1865 r.). W okresie od 1920 r. do 1923 r. na granicy pasa neutralnego polsko-litewskiego. Później w granicach II Rzeczypospolitej.